# WSA World Tour 2013/14
Die WSA World Tour 2013/14 umfasst alle Squashturniere der Saison 2013/14 der WSA World Tour. Sie begann am 1. August 2013 und endete am 31. Juli 2014. Die nach dem Monat sortierte Übersicht zeigt den Ort des Turniers an, dessen Namen, das ausgeschüttete Gesamtpreisgeld, sowie die Siegerin des Turniers. In der abschließenden Tabelle werden sämtliche Turniersiegerinnen nach der Menge ihrer Titel aufgelistet. Dabei ist es nicht relevant, welche Wertigkeit die von der Spielerin gewonnenen Turniere besaßen, auch wenn eine entsprechende Erfassung erfolgt.
In der Saison 2013/14 fanden insgesamt 61 Turniere statt. Das Gesamtpreisgeld betrug 1.250.000 US-Dollar. Nicol David gewann mit acht Titeln die meisten Turniere, Weltmeisterin wurde Laura Massaro.

## Tourinformationen

### Anzahl nach Turnierserie
| Turnierserie | WM 1 | WS Pl 2 | WS Go 3 | Go 50 4 | Si 35 5 | Si 25 | Tour 15 6 | Tour 10 | Tour 5 |
| ------------ | ---- | ------- | ------- | ------- | ------- | ----- | --------- | ------- | ------ |
| Anzahl       | 1    | 2       | 2       | 6       | 2       | 3     | 5         | 11      | 29     |
| Gesamt       | 1    | 4       | 4       | 11      | 11      | 11    | 45        | 45      | 45     |

## Turnierplan

### August
| Datum         | Ort         | Turnier                                      | Preisgeld | Siegerin         |
| ------------- | ----------- | -------------------------------------------- | --------- | ---------------- |
| 08.08.–11.08. | Southampton | Hampton Squash Week 2013                     | $ 10.000  | Amanda Sobhy     |
| 13.08.–17.08. | Chevy Chase | Squash Revolution National Capital Open 2013 | $ 10.000  | Amanda Sobhy     |
| 23.08.–25.08. | Krubong     | Malaysian Tour 8th Leg 2013                  | $ 5.000   | Salma Hany       |
| 28.08.–01.09. | Yokohama    | Pro Squash in Japan Yokohama 2013            | $ 5.000   | Misaki Kobayashi |
| 29.08.–01.09. | Sydney      | New South Wales Open 2013                    | $ 5.000   | Siyoli Waters    |

### September
| Datum         | Ort             | Turnier                                       | Preisgeld | Siegerin              |
| ------------- | --------------- | --------------------------------------------- | --------- | --------------------- |
| 05.09.–08.09. | Coffs Harbour   | North Coast Open 2013                         | $ 5.000   | Siyoli Waters         |
| 10.09.–15.09. | Petaling Jaya   | CIMB Malaysian Open Squash Championships 2013 | $ 70.000  | Nicol David           |
| 16.09.–20.09. | London          | NASH Cup 2013                                 | $ 5.000   | Maria Toorpakai Wazir |
| 17.09.–22.09. | Toluca de Lerdo | Abierto Mexicano de Raquetas 2013             | $ 15.000  | Yathreb Adel          |
| 24.09.–29.09. | Irvine          | Equinox Orange County Open 2013               | $ 10.000  | Line Hansen           |

### Oktober
| Datum         | Ort              | Turnier                             | Preisgeld | Siegerin        |
| ------------- | ---------------- | ----------------------------------- | --------- | --------------- |
| 01.10.–06.10. | New York City    | Carol Weymuller Open 2013           | $ 50.000  | Nicol David     |
| 07.10.–12.10. | Penang           | IJM Land Penang Open 2013           | $ 10.000  | Emma Beddoes    |
| 10.10.–18.10. | Philadelphia     | Delaware Investments US Open 2013   | $ 115.000 | Nicol David     |
| 11.10.–13.10. | Clermont-Ferrand | Open International des Volcans 2013 | $ 5.000   | Yathreb Adel    |
| 15.10.–20.10. | Macau            | Macau Open 2013                     | $ 35.000  | Dipika Pallikal |
| 22.10.–27.10. | Shanghai         | China Squash Open 2013              | $ 50.000  | Nicol David     |
| 25.10.–27.10. | Brisbane         | Queensland Open 2013                | $ 5.000   | Lisa Camilleri  |
| 28.10.–01.11. | Monaco           | Monte Carlo Classic 2013            | $ 25.000  | Camille Serme   |

### November
| Datum         | Ort          | Turnier                                | Preisgeld | Siegerin       |
| ------------- | ------------ | -------------------------------------- | --------- | -------------- |
| 01.11.–03.11. | Caboolture   | Caboolture Open 2013                   | $ 5.000   | Lisa Camilleri |
| 07.11.–10.11. | Mackay       | Mackay Open 2013                       | $ 5.000   | Lisa Camilleri |
| 13.11.–17.11. | Los Angeles  | Harrow LA Open 2013                    | $ 10.000  | Amanda Sobhy   |
| 15.11.–17.11. | Kuala Lumpur | Malaysian Tour Grand Final 2013        | $ 5.000   | Habiba Mohamed |
| 20.11.–24.11. | Phoenix      | Mercedes of Scottsdale Tournament 2013 | $ 5.000   | Sabrina Sobhy  |
| 26.11.–29.11. | Rhos-on-Sea  | Colwyn Classic 2013                    | $ 5.000   | Emily Whitlock |

### Dezember
| Datum         | Ort      | Turnier                                   | Preisgeld | Siegerin       |
| ------------- | -------- | ----------------------------------------- | --------- | -------------- |
| 01.12.–08.12. | Hongkong | Cathay Pacific Hong Kong Squash Open 2013 | $ 70.000  | Nicol David    |
| 10.12.–15.12. | London   | Coronation London Open 2013               | $ 10.000  | Emily Whitlock |
| 20.12.–22.12. | Prag     | Prague Open 2013                          | $ 5.000   | Nouran Gohar   |

### Januar
| Datum         | Ort           | Turnier                                   | Preisgeld | Siegerin              |
| ------------- | ------------- | ----------------------------------------- | --------- | --------------------- |
| 09.01.–12.01. | Berwyn        | Liberty Bell Open 2014                    | $ 5.000   | Heba El Torky         |
| 18.01.–24.01. | New York City | J. P. Morgan Tournament of Champions 2014 | $ 50.000  | Nicol David           |
| 22.01.–27.01. | Greenwich     | Greenwich Open 2014                       | $ 35.000  | Joelle King           |
| 23.01.–26.01. | Edinburgh     | Edinburgh Open 2014                       | $ 5.000   | Habiba Mohamed        |
| 23.01.–26.01. | Ipswich       | Australia Day Challenge 2014              | $ 5.000   | Amanda Landers-Murphy |
| 28.01.–02.02. | Winnipeg      | Winnipeg Winter Club Open 2014            | $ 15.000  | Joshna Chinappa       |
| 30.01.–04.02. | Cleveland     | Cleveland Classic 2014                    | $ 50.000  | Nicol David           |

### Februar
| Datum         | Ort       | Turnier                          | Preisgeld | Siegerin      |
| ------------- | --------- | -------------------------------- | --------- | ------------- |
| 24.02.–28.02. | Montreal  | Montreal Open 2014               | $ 5.000   | Heba El Torky |
| 26.02.–03.03. | Chicago   | Metrosquash Windy City Open 2014 | $ 50.000  | Laura Massaro |
| 27.02.–02.03. | Putrajaya | Malaysian Tour Circuit No1 2014  | $ 5.000   | Ahn Eun-chun  |

### März
| Datum         | Ort     | Turnier                                    | Preisgeld | Siegerin      |
| ------------- | ------- | ------------------------------------------ | --------- | ------------- |
| 02.03.–07.03. | Toronto | Granite Open 2014                          | $ 25.000  | Amanda Sobhy  |
| 17.03.–21.03. | Penang  | Squash-Weltmeisterschaft der Frauen 2013 1 | $ 120.000 | Laura Massaro |
| 20.03.–23.03. | Genf    | Geneva Open 2014                           | $ 5.000   | Nadine Shahin |

 1 Das ursprünglich für Ende 2013 vorgesehene Turnier wurde auf den 17.–21. März 2014 verschoben.

### April
| Datum         | Ort          | Turnier                                                       | Preisgeld | Siegerin         |
| ------------- | ------------ | ------------------------------------------------------------- | --------- | ---------------- |
| 01.04.–06.04. | Calgary      | Calgary CFO Consulting Services Calgary Squash Week Open 2014 | $ 15.000  | Rachael Grinham  |
| 06.04.–11.04. | Pretoria     | NSA Open 2014                                                 | $ 5.000   | Nadine Shahin    |
| 08.04.–13.04. | Houston      | Texas Open 2014                                               | $ 50.000  | Nour El Sherbini |
| 09.04.–13.04. | St. Louis    | Emerson WSA Racquet Club Pro Series 2014                      | $ 10.000  | Misaki Kobayashi |
| 13.04.–18.04. | Johannesburg | Assore Central Gauteng Open 2014                              | $ 5.000   | Nadine Shahin    |
| 16.04.–19.04. | Richmond     | Richmond Open 2014                                            | $ 10.000  | Joshna Chinappa  |
| 16.04.–19.04. | Toronto      | Mayfair Open 2014                                             | $ 10.000  | Victoria Lust    |
| 16.04.–20.04. | Chorley      | CourtCare Open 2014                                           | $ 10.000  | Sarah Kippax     |
| 17.04.–20.04. | Seremban     | Malaysian Tour Circuit No3 2014                               | $ 5.000   | Ahn Eun-chun     |
| 21.04.–26.04. | Dublin       | Cannon Kirk Homes Irish Open 2014                             | $ 15.000  | Nouran Gohar     |
| 24.04.–27.04. | Kangar       | Malaysian Tour Circuit No4 2014                               | $ 5.000   | Liu Tsz-Ling     |
| 26.04.–01.05. | Kapstadt     | Keith Grainger Memorial UCT Open 2014                         | $ 5.000   | Siyoli Waters    |

### Mai
| Datum         | Ort           | Turnier                         | Preisgeld | Siegerin              |
| ------------- | ------------- | ------------------------------- | --------- | --------------------- |
| 08.05.–11.05. | Darwin        | Top End Open 2014               | $ 5.000   | Tong Tsz-Wing         |
| 11.05.–18.05. | Hull          | Allam British Open 2014         | $ 100.000 | Nicol David           |
| 08.05.–10.05. | Alice Springs | NT Open 2014                    | $ 5.000   | Megan Craig           |
| 15.05.–18.05. | Penang        | Malaysian Tour Circuit No5 2014 | $ 5.000   | Farah Abdel Meguid    |
| 19.05.–24.05. | Hongkong      | HKFC WSA 25 2014                | $ 25.000  | Amanda Sobhy          |
| 22.05.–25.05. | Perth         | City of Perth WA Open 2014      | $ 5.000   | Milou van der Heijden |

### Juni
| Datum         | Ort       | Turnier             | Preisgeld | Siegerin       |
| ------------- | --------- | ------------------- | --------- | -------------- |
| 04.06.–07.06. | Paderborn | Paderborn Open 2014 | $ 5.000   | Habiba Mohamed |

### Juli
| Datum         | Ort         | Turnier             | Preisgeld | Siegerin       |
| ------------- | ----------- | ------------------- | --------- | -------------- |
| 07.07.–13.07. | Melbourne   | Victorian Open 2014 | $ 15.000  | Donna Urquhart |
| 27.07.–31.07. | Rhos-on-Sea | Colwyn Classic 2014 | $ 10.000  | Line Hansen    |

## Turniersiegerinnen
| Platz | Spielerin             | Siege | WM 1 | WS Pl 2 | WS Go 3 | Go 50 4 | Si 35 5 | Si 25 | Tour 15 6 | Tour 10 | Tour 5 |
| ----- | --------------------- | ----- | ---- | ------- | ------- | ------- | ------- | ----- | --------- | ------- | ------ |
| 1.    | Nicol David           | 8     |      | 2       | 2       | 4       |         |       |           |         |        |
| 2.    | Amanda Sobhy          | 5     |      |         |         |         |         | 2     | 3         |         |        |
| 3.    | Lisa Camilleri        | 3     |      |         |         |         |         |       |           |         | 3      |
| 3.    | Habiba Mohamed        | 3     |      |         |         |         |         |       |           |         | 3      |
| 3.    | Nadine Shahin         | 3     |      |         |         |         |         |       |           |         | 3      |
| 3.    | Siyoli Waters         | 3     |      |         |         |         |         |       |           |         | 3      |
| 7.    | Yathreb Adel          | 2     |      |         |         |         |         |       | 1         |         | 1      |
| 7.    | Ahn Eun-chun          | 2     |      |         |         |         |         |       |           |         | 2      |
| 7.    | Joshna Chinappa       | 2     |      |         |         |         |         |       | 1         | 1       |        |
| 7.    | Heba El Torky         | 2     |      |         |         |         |         |       |           |         | 2      |
| 7.    | Nouran Gohar          | 2     |      |         |         |         |         |       | 1         |         | 1      |
| 7.    | Line Hansen           | 2     |      |         |         |         |         |       |           | 2       |        |
| 7.    | Misaki Kobayashi      | 2     |      |         |         |         |         |       |           | 1       | 1      |
| 7.    | Laura Massaro         | 2     | 1    |         |         | 1       |         |       |           |         |        |
| 7.    | Emily Whitlock        | 2     |      |         |         |         |         |       |           | 1       | 1      |
| 16.   | Emma Beddoes          | 1     |      |         |         |         |         |       |           | 1       |        |
| 16.   | Megan Craig           | 1     |      |         |         |         |         |       |           |         | 1      |
| 16.   | Nour El Sherbini      | 1     |      |         |         | 1       |         |       |           |         |        |
| 16.   | Rachael Grinham       | 1     |      |         |         |         |         |       | 1         |         |        |
| 16.   | Salma Hany            | 1     |      |         |         |         |         |       |           |         | 1      |
| 16.   | Joelle King           | 1     |      |         |         |         | 1       |       |           |         |        |
| 16.   | Sarah Kippax          | 1     |      |         |         |         |         |       |           | 1       |        |
| 16.   | Amanda Landers-Murphy | 1     |      |         |         |         |         |       |           |         | 1      |
| 16.   | Liu Tsz-Ling          | 1     |      |         |         |         |         |       |           |         | 1      |
| 16.   | Victoria Lust         | 1     |      |         |         |         |         |       |           | 1       |        |
| 16.   | Farah Abdel Meguid    | 1     |      |         |         |         |         |       |           |         | 1      |
| 16.   | Dipika Pallikal       | 1     |      |         |         |         | 1       |       |           |         |        |
| 16.   | Camille Serme         | 1     |      |         |         |         |         | 1     |           |         |        |
| 16.   | Sabrina Sobhy         | 1     |      |         |         |         |         |       |           |         | 1      |
| 16.   | Tong Tsz-Wing         | 1     |      |         |         |         |         |       |           |         | 1      |
| 16.   | Maria Toorpakai Wazir | 1     |      |         |         |         |         |       |           |         | 1      |
| 16.   | Donna Urquhart        | 1     |      |         |         |         |         |       | 1         |         |        |
| 16.   | Milou van der Heijden | 1     |      |         |         |         |         |       |           |         | 1      |

 1 WSA Weltmeisterschaft

 2 WSA World Series Platinum

 3 WSA World Series Gold

 4 WSA Gold

 5 WSA Silver

 6 WSA Tour